# Вангази (ручей)
Вангази или Вангазя — в прошлом ручей, приток реки Славянки, ныне превращён в каскад прудов Царскосельского дворцово-паркового комплекса.

## История
Родник, от которого брал начало ручей Вангази, был в начале XIX века преобразован в фонтан «Девушка с кувшином».
Первая запруда ручья представляет собой Большой пруд Екатерининского парка. Запруда существовала с XVII века и была образована плотиной водяной мельницы. В XVIII веке пруды приобрели декоративную функцию.
Ниже Большого пруда дамбами образованы ещё четыре Нижних (Каскадных) пруда и Колонистский пруд.
От южной дамбы Колонистского пруда воды ручья подаются по Тярлевскому водоводу в пруды Павловского парка.